# Hornesfeltet und Solbergfeltet

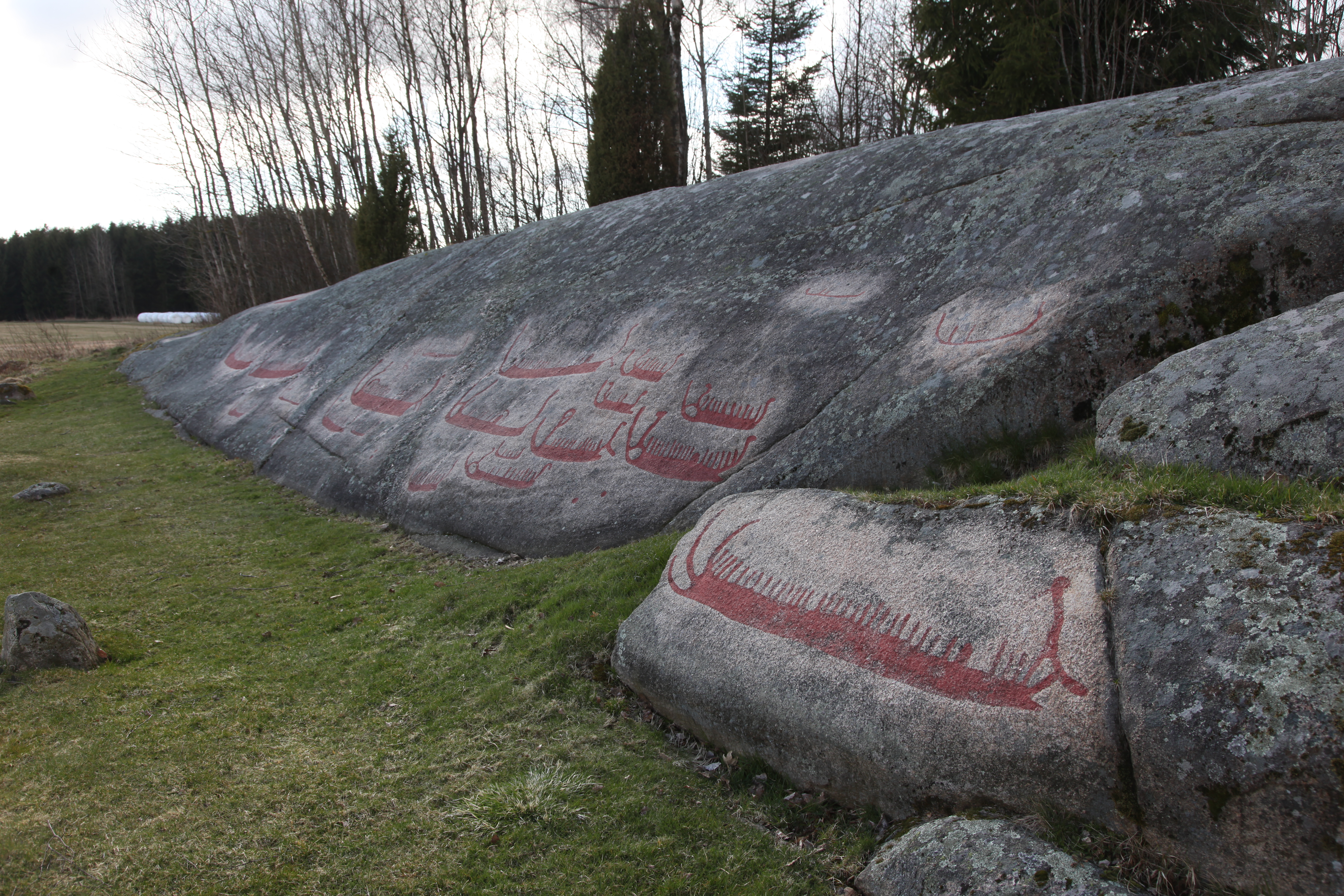
Hornesfeltet

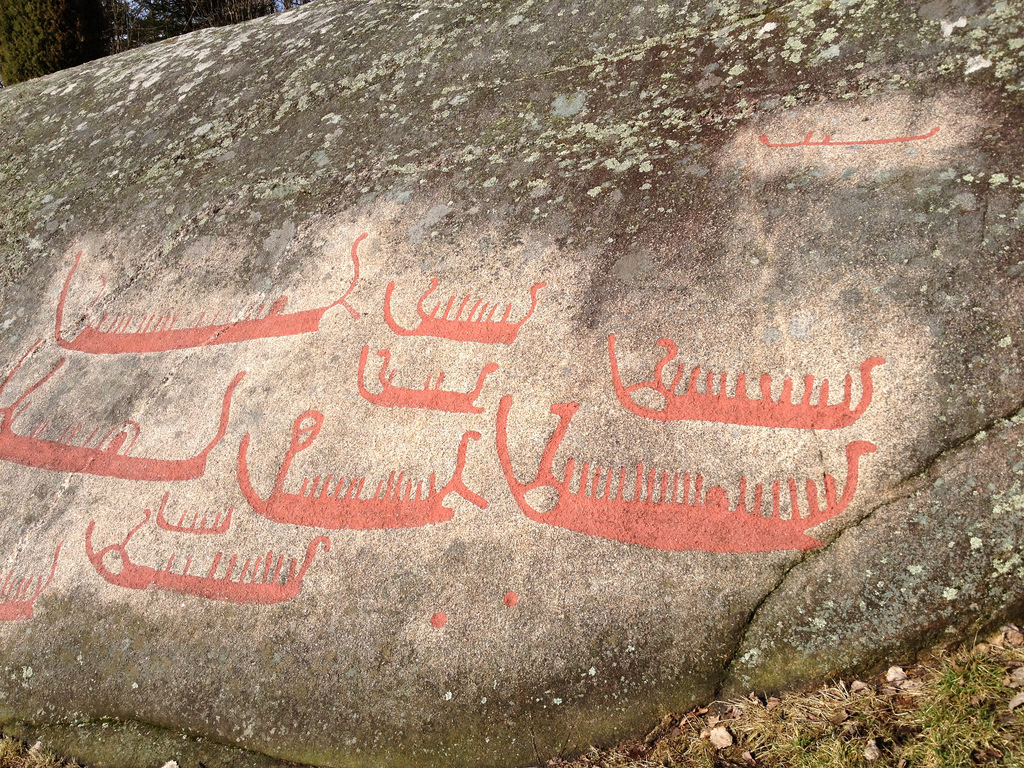
Solbergfeltet

Hornesfeltet und Solbergfeltet (dt. Hornesfeld und Solbergfeld) sind benachbarte bronzezeitliche Felsritzungsplätze bei Skjeberg in Sarpsborg in Østfold in Norwegen, nahe der Grenze zu Schweden.

## Hornesfeltet
Im Hornesfeltet, östlich und nahe dem Riksveg 110, sind 21 Schiffsbilder nahezu in Kiellinie, 15 Schälchengruppen und eine große Männerfigur in einen fast senkrechten  Felsaufschluss geschnitzt worden (Lage). Das größte Schiff ist fast drei Meter lang. Die Boote haben einen Rumpf und senkrechte Linien, die die Besatzung der Hochseeschiffe darstellen.

## Solbergfeltet
Westlich der E 6, am Ausgang des markierten „Oldtidsveien“, liegt Solbergfeltet mit zwei Aufschlussfeldern mit Ritzungen (Lage). Das Feld nahe der Straße hat etwa 60 verschiedene Bilder, darunter Schiffe, Menschen und Schälchen. Das zweite Feld ist insofern besonders, als es unter anderem ein in Norwegen seltenes Baummotiv enthält. Nach Ansicht des norwegischen Archäologen Erling Johansen (1919–2000) könnte das Solbergfeld ein Kultzentrum der Bronzezeit gewesen sein.